# Tolino Page

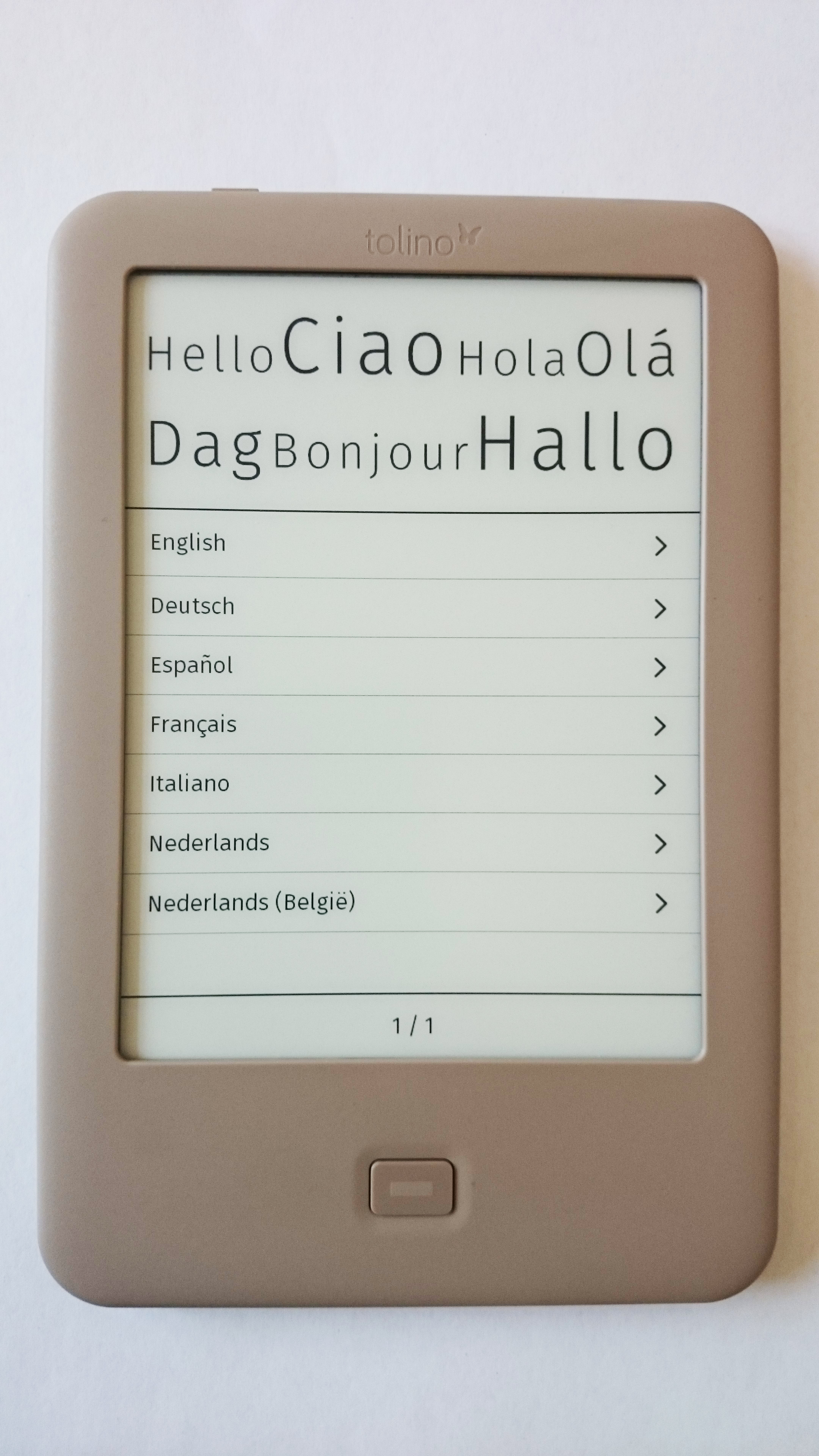
Bildschirm des Tolino Page

Der Tolino Page ist ein E-Book-Reader der Tolino-Allianz. Er wird in Deutschland, Österreich und der Schweiz verkauft. Innerhalb der Tolino-E-Book-Reader-Serie ist er als günstiges Einstiegsgerät mit vergleichsweise niedriger Ausstattung positioniert.

## Display
Der Bildschirm ist mit einem E-Ink Carta Display ausgestattet und bietet eine Auflösung von 800 × 600 Pixel in 16 Graustufen und einem versenkten Bildschirm mit Infrarot-Touchscreen. Eine Hintergrundbeleuchtung wurde, anders als bei vorherigen Modellen, nicht integriert.

## Bedienung
Wie bei allen anderen Geräten von Tolino können die E-Book-Formate EPUB, PDF (mit und ohne Kopierschutz) und TXT gelesen werden. Über den integrierten E-Book-Shop können E-Books bei dem jeweiligen Buchhändler gekauft werden, bei dem das Gerät gekauft wurde. Durch den integrierten Browser des E-Readers können E-Books auch bei anderen Buchhändlern gekauft werden.
Wie seine Vorgänger kann man mittels kostenlosem Zugang zu den Telekom-Hotspots in Deutschland auch den Internetzugang nutzen. Zusätzlich zum 4 Gigabyte großen internen Speicher verfügt er über 25 GB Online-Speicher in der Tolino Cloud.
Das Gerät wird mit der Tolino E-Reader Software Version 1.8.0 geliefert.

## Technische Daten
| Abmessungen               | 175 mm × 116 mm × 9,7 mm |
| Gewicht                   | 170 g |
| Bildschirmtechnik         | E-Ink (E-Paper) „Carta Display“ mit Infrarot-Touchscreen                                                                                               |
| Bildschirmdiagonale       | 15,24 cm (6,0″) |
| Auflösung                 | 800×600 Pixel mit 16 Graustufen |
| Prozessor                 | 1.000 MHz Freescale i.MX6 |
| Arbeitsspeicher           | 512 MB RAM |
| Speicher                  | 4 GB interner Flash-Speicher, davon 2 GB für Inhalte (ca. 2.000 E-Books)                                                                               |
| Akku                      | 1000 mAh („mehrere Wochen Akkulaufzeit“) |
| Konnektivität             | USB, WLAN (802.11 b/g/n), Telekom HotSpot |
| Betriebssystem            | Android 4.4.2 |
| Aktuelle Softwareversion  | 16.2.0 |
| unterstützte Dateiformate | EPUB (mit und ohne DRM), PDF (mit und ohne DRM), TXT                                                                                                   |
| Hersteller                | Longshine (Taiwan) |
| Extras                    | Wörterbuch, Übersetzung, Schnellblättern, Bibliotheksverknüpfung, Bildschirmsperre durch Zahlencode, eigene Schriften, kostenloses Update der Software |